# Hiroshi Fukushima
Hiroshi Fukushima (福嶋 洋 Fukushima Hiroshi?, nacido el 14 de julio de 1982 en Aichi) es un exfutbolista japonés. Jugaba de delantero y su último club fue el Kamatamare Sanuki de Japón.

## Trayectoria

### Clubes
| Club              | País  | Año         |
| ----------------- | ----- | ----------- |
| Avispa Fukuoka    | Japón | 2001 - 2005 |
| Rosso Kumamoto    | Japón | 2005 - 2006 |
| V-Varen Nagasaki  | Japón | 2007 - 2010 |
| Kamatamare Sanuki | Japón | 2011        |